# Salman al-Farisi

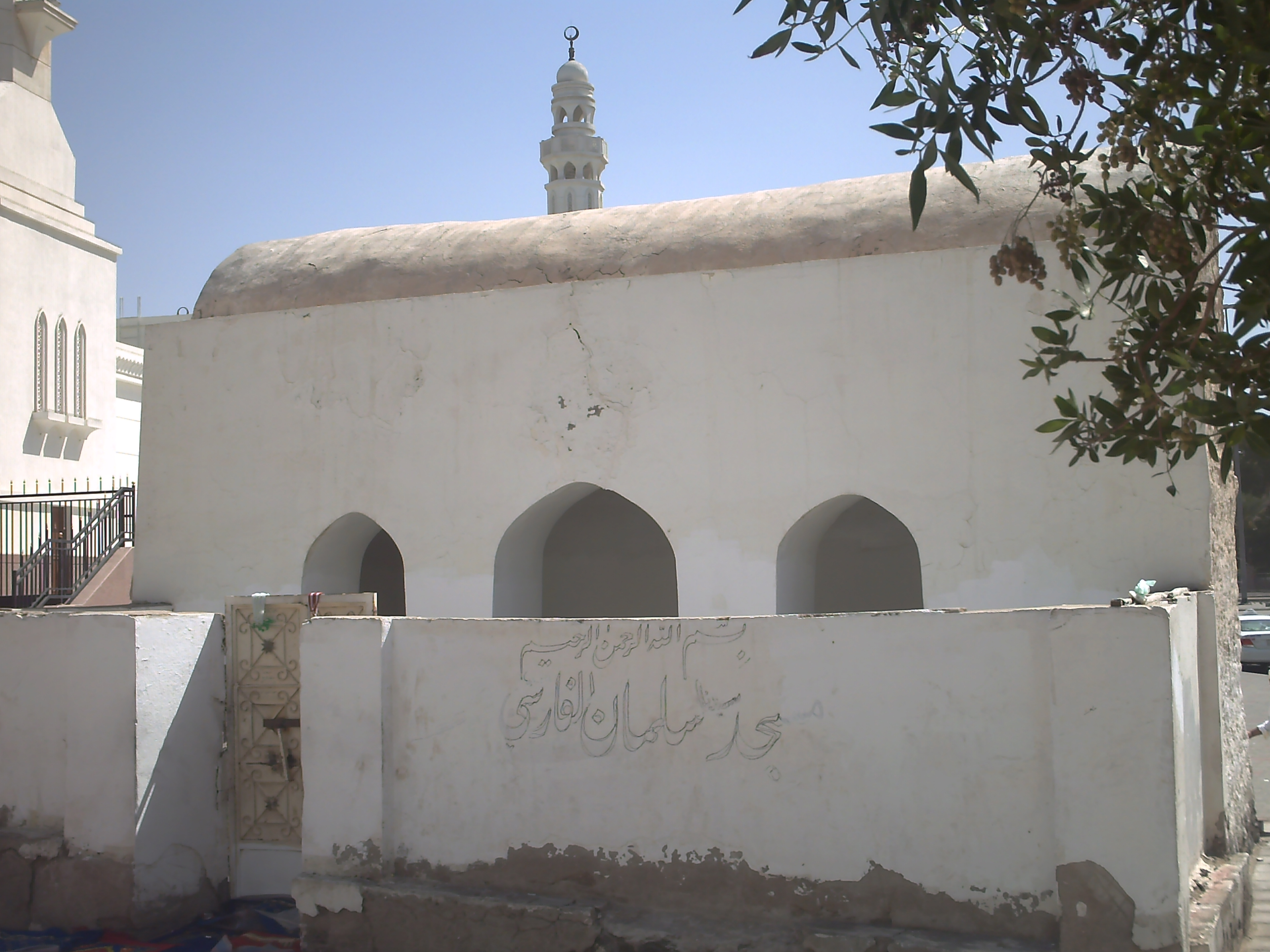
Moschea dedicata a Salaman, Medina

Salmān al-Fārisī, o al-Farsī (Jayyan, 568 – 655-656), è stato un Sahaba persiano.

## Biografia
Figura dagli incerti contorni storici, Salmān al-Fārisī (in arabo سلمان الفارسي‎?, ossia "il Persiano"), come chiarisce la sua nisba, sarebbe nato in Persia, - dove è chiamato Salmān Pāk (in persiano سلمان پاک‎) - in un villaggio vicino a Isfahan, da una famiglia di zoroastriani molto rispettata.
Si dice che fosse asservito in una sorta di schiavitù virtuale, nella sua stessa casa, dal padre, che era giunto a incatenargli i piedi.
Ancora giovane, Salmān fu attratto dal Cristianesimo, abbandonando la casa paterna, contro il volere del genitore, per seguire un monaco a Damasco, dove avrebbe sostato per circa dieci anni, perfezionando i suoi studi religiosi. Si racconta che Salmān al-Fārisī si fosse recato poi in Hijaz per conoscere il nuovo Profeta che si diceva avrebbe restaurato la religione di Abramo e la cui venuta gli sarebbe stata predetta dal suo ultimo maestro sul letto di morte. Tradito tuttavia dai beduini dei Banu Kalb che gli fungevano da guide nella bādiya, venne venduto come schiavo a un ebreo dei Banū Qurayẓa, che lo portò a Yathrib.
Qui ebbe l'occasione di conoscere personalmente il Profeta Muhammad, appena giunto in città con l'Egira nel 622, e si sarebbe convertito. Ciò avrebbe favorito la sua liberazione e una tradizione vuole che sia stato lo stesso Profeta a riunire la somma necessaria per riscattarlo.
Non avrebbe però preso parte alle prime due battaglie combattute dalla Umma, ossia quella dei pozzi di Badr del 17 marzo 624 e quella di Uhud del 31 marzo 625. Nella Battaglia del Fossato invece, combattuta a Medina del 5 aprile 627, Salmān al-Fārisī si distinse per i suoi opportuni suggerimenti forniti al Profeta di frenare l'avanzata della cavalleria nemica grazie allo scavo di trincee (khandaq) tra i varchi delle case (utum) medinesi. Si racconta che lo stesso Profeta Muhammad, compiaciuto del consiglio di Salmān, abbia aiutato di persona a scavare tali trincee.
La vittoria comportò un dibattito riguardante l'appartenenza di Salmān ai Muhajirun piuttosto che agli Ansar, risolto dal Profeta Muhammad con l'affermazione che Salmān non era né un "Emigrato", né un "Ausiliario" ma che apparteneva invece all'Ahl al-Bayt direttamente.
Simbolo del debito che l'Islam aveva contratto con la cultura persiana (così come Bilāl incarnava il debito nei confronti della cultura abissina e Ṣuhayb b. Sinān al-Rūmī di quella greca) la figura di Salmān valicò i secoli, in quanto additato come uno dei fondatori del sufismo, assieme agli Aṣḥāb al-ṣuffa, tanto da trasformare il luogo della sua sepoltura in un luogo di grande venerazione. Esso viene indicato a Ctesifonte e la moschea a lui dedicata fu vista da Pietro della Valle nel 1617, prima del restauro subito nel 1904-5, voluto dal Sultano ottomano Murad IV.
Oggetto di numerosi pellegrinaggi, soprattutto sciiti (che non mancano di visitarla di ritorno da Karbala), la figura di Salmān è particolarmente venerata dalla Nuṣayriyya (setta estremista sciita) che lo colloca come terzo in una sorta di "trinità", additandolo come "Porta" (bāb).